# Lorenzo Music
Lorenzo Music, nome d'arte di Gerald David Music (Brooklyn, 2 maggio 1937 – Los Angeles, 4 agosto 2001), è stato un doppiatore, sceneggiatore e attore statunitense.

## Biografia
Divenne noto soprattutto per essere stato il doppiatore originale del celebre gatto dei fumetti Garfield in tutti i film, telefilm e videogiochi a lui dedicati.
Sceneggiatore di molti episodi della sit com Rhoda, vi dette voce a Carlton, personaggio fuori scena (il portiere del condominio in cui vive la protagonista). Fu inoltre, sia pure solo sporadicamente, attore cinematografico.
Morì nel 2001 per un tumore polmonare, nella sua casa di Los Angeles. 

## Vita privata
Si sposò ed ebbe quattro figli.